# Пйотркувек (Люблінське воєводство)
Пйотркувек (пол. Piotrkówek) — село в Польщі, у гміні Кшчонув Люблінського повіту Люблінського воєводства.
Населення — 323 особи (2011).
У 1975-1998 роках село належало до Люблінського воєводства.

## Демографія
Демографічна структура станом на 31 березня 2011 року:
|          | Загалом | Допрацездатний вік | Працездатний вік | Постпрацездатний вік |
| -------- | ------- | ------------------ | ---------------- | -------------------- |
| Чоловіки | 150     | 33                 | 97               | 20                   |
| Жінки    | 173     | 41                 | 89               | 43                   |
| Разом    | 323     | 74                 | 186              | 63                   |